# Argyresthia abdominalis
Argyresthia abdominalis är en fjärilsart som beskrevs av Philipp Christoph Zeller 1839. Argyresthia abdominalis ingår i släktet Argyresthia och familjen spinnmalar. Inga underarter finns listade i Catalogue of Life.